# Armelle Lengronne
Armelle Lengronne est une biologiste française, née en 1974, spécialiste de génétique moléculaire. Elle est chargée de recherche à l'Institut de génétique humaine (IGH).

## Récompenses et distinctions
- Médaille de bronze du CNRS (2013)[2]
- Prix « Chercheurs d'avenir » de la Région Languedoc-Roussillon (2011)[3]